# Wilhelm Bode (Forstmann)
Wilhelm Bode (* 1947 in Westfalen) ist ein deutscher Forstwissenschaftler und Naturschützer. Von 1987 bis 1993 leitete er die Saarländische Landesforstverwaltung im Amt eines Leitenden Ministerialrats.

## Leben
Wilhelm Bode stammt nach eigenen Angaben aus einer alten Jägerfamilie und war selbst seit frühester Kindheit der Jagd verbunden. Er studierte Jura sowie Forstwissenschaft und schloss beide Studiengänge als Jurist und Diplom-Forstwirt erfolgreich ab: 1972 legte er sein erstes juristisches Staatsexamen an der Universität Bonn ab, 1976 erwarb er sein Diplom der Forstwirtschaft für die gemäßigten Zonen mit Zusatzqualifikationen für die Tropenforstwirtschaft an der Universität Göttingen.
1978 übernahm Bode einen Lehrauftrag an der internen Fachhochschule für Forstwirtschaft des Landes Hessen in Schotten, den er bis 1985 ausübte. Von 1987 bis 1993 leitete er die saarländische Landesforstverwaltung als Leiter der Abteilung Forst-, Jagd- und Holzwirtschaft im saarländischen Wirtschaftsministerium. Danach war er zunächst Landesbeauftragter für Klimaschutz und ökologische Wirtschaftspolitik und schließlich Leiter der Abteilung „Mensch und Natur“ im saarländischen Umweltministerium.
Ursprünglich war Bode Mitglied der SPD, trat dann aber zu Bündnis 90/Die Grünen über, deren stellvertretender Landessprecher und umwelt- und wirtschaftspolitischer Sprecher im Saarland er Ende 1993 wurde (bis 1997). Bode ist seit 2000 parteilos. Weiterhin war er 2. Gründungsvorsitzender und später 1. Vorsitzender (bis 2011) des Ökologischen Jagdverbandes (ÖJV) Saarland.
In der Affäre um die Äußerungen des saarländischen Umwelt-Staatssekretärs Klaus Borger („Waldrodung ist Massenmord“) verteidigte er diesen und den slowenischen Forstwissenschaftler Dušan Mlinšek. Mlinšek hatte den Fahrer einer Forstmaschine mit einem Bomberpiloten verglichen. Bode wies in einem Leserbrief an die taz auf dessen Verdienste für die naturnahe Waldwirtschaft in Slowenien und Europa hin.

### Als Buchautor
Insbesondere ist Wilhelm Bode bekannt durch seine Bücher, unter anderem ein kommentierter Reprint des forstlichen Klassikers von Alfred Möller Der Dauerwaldgedanke – sein Sinn und seine Bedeutung (1992), Waldwende. Vom Försterwald zum Naturwald (1994, 4 Auflagen), das er zusammen mit Martin von Hohnhorst verfasste, Jagdwende. Vom Edelhobby zum ökologischen Handwerk, (1998, 3 Auflagen), Naturnahe Waldwirtschaft. Prozeßschutz oder Biologische Nachhaltigkeit (1997), sowie Schutz der Biologischen Vielfalt und integriertes Management der Kaspischen Wälder (Iran) (2005).
In der Jagdwende fordert er eine Abkehr von der Jagd als Edelhobby (in der Tradition ehemals feudaler Jagdmethoden) und eine Professionalisierung der Jagd als Nutzungshandwerk (~ Jagen zu einem „vernünftigen Zweck“, d. h. aus einem vernünftigen Grund). Die Verknüpfung des BJagdG mit dem Reichsjagdgesetz von 1934, die Bode (und Koautorin Elisabeth Emmert) darin erstmals aufdeckten, wurde von Vertretern der konventionellen Jagd, insbesondere des Deutschen Jagdschutzverbandes, als unsachlich und polemisch empfunden.
Bode hat seit den 70er Jahren insgesamt ca. 120 Fachveröffentlichungen zur Jagd-, Forst-, Naturschutz- und Agrarpolitik verfasst. „Der Spiegel“ widmete 1994 erstmals einem Waldbuch, nämlich Bodes Buch Waldwende seine Titelgeschichte und verhalf damit der naturnahen Waldbewirtschaftung in Deutschland maßgeblich zum forstpolitischen Durchbruch. 2021, dem Jahr in dem sich der Dauerwaldgedanke Alfred Möllers zum 100. Mal jährte, gab Bode im Verlag Matthes & Seitz (Berlin) erstmals alle seine Schriften umfangreich kommentiert unter dem Titel „Alfred Möllers Dauerwaldidee“ heraus. Vor dem Hintergrund einer persistenten waldbauwissenchaftlichen Unterschlagung des Dauerwaldgedankens veröffentlichte er zeitgleich und seit Möllers Tod 1921 den ersten waldbaulichen Leitfaden unter dem Titel „Dauerwald – Leicht gemacht“.
Seit 2018 widmet sich Bode verstärkt dem Genre des Nature Writings in der namhaften Reihe Naturkunden im Verlag Matthes&Seitz. Er hat in dieser Reihe bisher als einziger unter den Autoren drei Porträts veröffentlicht, nämlich die über Hirsche, Tannen und Hasen.
2021 veröffentlichte er als Herausgeber und Autor den kommentierten Reprint von Alfred Möllers Dauerwald Idee aus Anlass der 100-jährigen Widerkehr der Erstveröffentlichung sowie den ersten waldbaulichen Leitfaden zum Dauerwald „Dauerwald – Leicht gemacht!“ zusammen mit dem Fotografen Rainer Kant. In seinem Buch "Waldendzeit" aus Anlass des Caspar David Friedrich Jahres 2024 interpretierte er erstmals dessen Werk aus der Sichtweise der Landschafts- und Forstgeschichte. Er entschlüsselte den Maler damit als frühen Kritiker der sogenannten Forstlichen Aufklärung (also dem Waldbau im Altersklassenwald), der die sich heute ereignende Waldkrise intuitiv vorhersah. 

### Als Naturschützer
Bekannt wurde Bode auch als agrar- und forstpolitischer Sprecher des Naturschutzbundes Deutschland (NABU) auf Bundesebene (1993–2001). In seiner Funktion als Sprecher des NABU-Arbeitskreises Landnutzung und des Bundesarbeitskreises Wald+Wild des NABU bestimmte er maßgeblich die forst-, jagd- und agrarpolitische Positionierung des NABU in den 1990er Jahren (NABU-Waldprogramm, Aktion lebendiger Wald, NABU-Waldgemeinde, Waldgroßschutzgebiete, agrarpolitisches Programm etc.). Bode initiierte mit Christoph Heinrich die NABU-Strategie für Waldgroßschutzgebiete und damit Ende der 1990er Jahre das erste deutsche Waldgroßschutzgebiet im Saarkohlenwald, den sog. „Urwald vor den Toren der Stadt“ (ca. 1000 ha, inzwischen unter Naturschutz gestellt). 1993 entwarf und initiierte er als NABU-Waldsprecher den bis heute führenden deutschen Negativpreis für umweltpolitisch rückwärtsgewandte Leistungen, den sog. NABU-Dinosaurier des Jahres, der seither alljährlich zwischen den Jahren unter großer medialer Beachtung vom NABU-Bundesverband an prominente Persönlichkeiten aus Wirtschaft und Politik verliehen wird. Erster Preisträger des Negativpreises wurde auf Vorschlag des NABU Saarland sein Minister Reinhold Kopp. Im Rahmen des von ihm (zusammen mit Christoph Heinrich) entworfenen NABU-Waldkonzeptes (1996) forderte der NABU gegen den entschiedenen Widerstand von namentlich BUND und Greenpeace eine Waldwirtschaft nach dem Dauermischwaldprinzip und ca. 5 % aller Wälder aus der Nutzung zu nehmen – im Gegensatz zum sog. Prozessschutzkonzept des BUND und Greenpeace mit 10 % nutzungsfreier Waldfläche. Diese verbandspolitische Forderung des NABU wurde inzwischen in die offizielle Biodiversitätsstrategie der Bundesregierung übernommen. Auf Bodes Entwurf 2004 für eine Novellierung des saarländischen Naturschutzgesetzes (in Kraft gesetzt am 5. April 2006 (SNG)) gehen auch maßgeblich dessen innovative Inhalte zurück (jeweils erstmalige Verankerung eines Landesbeirates für Landschaft im § 42 SNG und eines (Landes-)Nachhaltigkeitsrates im § 44 SNG, sowie eines Biosphärenreservates auf Grundlage eines kommunalen Zweckverbandes im § 10 Abs. 5 SNG). 2001 installierte er als Leiter der Obersten Tierschutzbehörde die erste deutsche Landesstiftung für Tierschutz, die sog. Tierschutzstiftung Saar. Durch seine Vermittlung zum damaligen grünen Staatssekretär Berninger (BML) stimmte die CDU-Regierung Saarland 2001 dem vorzeitigen und endgültigen Verbot der Legehennenkäfighaltung zu und verschaffte so der Rot-Grünen Bundesregierung und ihrer Ministerin Künast mit den Stimmen des Saarlandes einen entscheidenden umweltpolitischen Mehrheitserfolg gegen eine CDU-Mehrheit im Bundesrat. Das 2001 von ihm in Zusammenarbeit mit dem Bundesamt für Naturschutz initiierte Parrotia-Projekt zum Schutz der kaspischen Wälder im Nordiran und zur Ausweisung als UNESCO-Weltnaturerbe hat zwischenzeitlich dazu geführt, dass Kahlschläge im Iran vollständig eingestellt wurden und repräsentative Teile der Kaspischen Wälder ganz aus der Nutzung genommen wurden. Inzwischen erarbeitet der Iran einen Antrag zur Ausweisung der Kaspischen Wälder als Weltnaturerbe der UNESCO, dem die UNESCO schlussendlich im Jahr 2019 gefolgt ist.

### Tätigkeiten in der Forstwirtschaft
Wilhelm Bode entwickelte für das Saarland das Konzept einer naturnahen Waldwirtschaft und verwirklichte damit erstmals in einem Bundesland auf der öffentlichen Waldfläche (Staats- und Kommunalwälder) die Überführung des Altersklassenwaldes in einen kahlschlagfreien Dauerwald. Das in Deutschland viel beachtete, in seiner Vollständigkeit bis heute einmalige Konzept basiert auf:
1. konsequentem Kahlschlagsverzicht,
2. sanften Betriebstechniken (Mensch und Pferd, Verbot des Befahrens der Waldböden, erstmals in Deutschland),
3. Naturverjüngungsvorrang (mit heimischem Laubholz),
4. Chemiefreiheit (landesweiter Verzicht auf Biozide und andere chemische Mittelausbringung, erstmals in Deutschland),
5. Totholzstrategie im bewirtschafteten Wald (erstmals in Deutschland), sowie
6. Konzept für aktiven Waldnaturschutz im Zuge der Forstbewirtschaftung.

Eine Reihe dieser Strategien setzte sich später in den öffentlichen Wäldern Deutschlands durch. Auch das Jagdwesen im Saarland versuchte Bode deutlich zu reformieren. Es gelang ihm, zusammen mit dem damaligen Vizejägermeister des Saarlandes, Paul Müller, einen bis heute nirgends erreichten Reformgesetzentwurf für ein Saarländisches Jagdgesetz zu entwickeln und die einstimmige Akzeptanz des Landesjagdverbandes zu erwirken. Dennoch wurde dieser Gesetzentwurf von seinem Minister Reinhold Kopp nicht mehr in den Landtag eingebracht, weil er zeitgleich Bode im Zusammenhang mit der Affäre Lafontaine kaltstellte (siehe unten). Gleichwohl hat sich der von Bode in diesem Entwurf geprägte Ansatz eines Jagens nur „zum vernünftigen Zweck“ in der jagdpolitischen Diskussion bis heute durchgesetzt und findet allmählich Eingang in die Gesetzessprache. In Fachkreisen besonders bekannt wurde Bode durch sein Engagement für sanfte Betriebstechniken (Pferd und motormanuelle Handarbeit im Wald) und für neue Wege im Naturschutz (Totholzstrategie). Sein 1987 erstmals formulierter Ansatz „Naturschutz durch Nutzung“ im Rahmen des Modellprojektes „Waldbiotope Steinbachtal“ hat die deutsche Forst- und Naturschutzdiskussion belebt und begrifflich nachhaltig geprägt. Im Spiegel Spezial Nr. 2/1995 zur Ökobilanz ’95 aus Anlass der 25-jährigen Wiederkehr des Europäischen Naturschutzjahres 1970 porträtierte ihn Der Spiegel als einen der 30 grünen Pioniere, die die umweltpolitische Entwicklung seit 1970 in Deutschland maßgeblich geprägt haben.
Auf Bodes Initiative geht auch die Gründung von „Spohns Haus“, dem ersten saarländischen ökologischen Schullandheim in Gersheim im Jahr 2001 zurück, sowie die ersten konkreten Initiativen zur Gründung der Biosphärenregion Bliesgau. 2004 beantragte Bode als Vertreter des Saarlandes in der Bund/Länderarbeitsgemeinschaft Naturschutz (LANA) die deutschen Buchenwälder als Teilcluster eines europäischen Buchenwalderbes zum Weltnaturerbe vorzuschlagen. Dieser Antrag wurde zwischenzeitlich vom Bundesamt für Naturschutz fachlich geprüft und im Dezember 2009 der UNESCO in Paris als offizieller, deutscher Regierungsvorschlag zur Entscheidung vorgelegt. Der Vorschlag wurde am 25. Juni 2011 vom Welterbekomitee der UNESCO als deutscher Beitrag zu einem Europäischen Buchenwald-Naturerbe angenommen.
Im Dezember 2011 gelang es Bode im Auftrag eines Waldbesitzers in Mecklenburg-Vorpommern die erste deutsche Dauerwaldstiftung zu etablieren.

### Das Bürgerwald-Konzept
Im Auftrag des nordrhein-westfälischen Naturschutzbundes (NABU) entwickelte Bode in einem Gutachten das Konzept einer Bürgerwald-AG. Der im Mai 2010 vorgestellte Plan sieht vor, den NRW-Landeswald gemeinwirtschaftlich zu privatisieren, indem die Bürger Anteile in Form von Aktien kaufen und so in den Wald investieren sollen. Insgesamt sollen 80 Prozent der Waldaktien an der Börse gehandelt werden. Laut Nabu-Gutachten lässt sich durch diese Art von Privatisierung des rund 120.000 Hektar großen Landeswaldes mindestens eine Milliarde Euro erzielen. Außerdem müsse das Land dann nicht mehr die sehr hohen Defizite der verbeamteten Staatsforstwirtschaft tragen – rund 500 Stellen würden so aus dem öffentlichen Dienst mit einem Schritt ausscheiden. Die Arbeitsplätze blieben zwar – laut Bode – erhalten, belasteten aber nicht mehr den öffentlichen Haushalt. Die als Bürgerwald organisierte Aktiengesellschaft soll durch eine 20%ige Sperrminorität des Naturschutzes garantieren, dass die Wälder ausschließlich im Dauermischwald-Modell bewirtschaftet werden. Außerdem sollen 20 % der Staatswälder als Waldgroßschutzgebiete ganz aus der Nutzung ausscheiden.

### Politische „Affairen“
„Affaire Lafontaine“
Im Rahmen seiner dienstlichen Tätigkeiten weigerte sich Bode 1991, das Forsthaus Neuhaus (ehemaliges Jagdschloss Phillipsbrunn) an den seinerzeitigen saarländischen Ministerpräsidenten Oskar Lafontaine, der es wohl privat erwerben wollte, zu verkaufen. Wie die Presse kommentierte, ließ der damalige Umweltminister Reinhold Kopp Bode daraufhin 1992 auf eine neu geschaffene Stabsstelle („Klimaschutzbeauftragter“) versetzen, auf der er „nichts zu tun hatte“. Bode klagte gegen diese „Kaltstellung“, verlor jedoch vor Gericht. Im November 1994 wurde Bode aus „zwingenden dienstlichen Gründen“ (Umweltministerium) im Zusammenhang mit der ZDF-Berichterstattung in der Sendung Frontal über die Hintergründe seiner Ablösung suspendiert, sein Gehalt wurde jedoch weiter gezahlt. Zeitgleich erhielt er vom gleichzeitig aus dem Amt scheidenden Wirtschaftsminister Reinhold Kopp, der die Maßnahmen gegen Bode als Dienstherr zu verantworten hatte, Hausverbot im Ministerium für Umwelt. Dagegen klagte der Beamte auf amtsangemessene Beschäftigung als Leitender Ministerialrat und erhielt Recht.
„Affäre Mörsdorf“
Vor diesem Hintergrund und nach dem Gewinn der Landtagswahlen 1999 durch die CDU wurde Wilhelm Bode vom neuen Umweltminister Stefan Mörsdorf, der vorher langjähriger Vorsitzender des NABU Saarland war, als Leiter der Abteilung „Mensch und Natur“ (Hochwasser-, Tier-, Naturschutz, Fischerei und Umweltbildung) eingesetzt. Am 10. November 2004 suspendierte er Bode jedoch vom Dienst, weil dieser im Zusammenhang mit der deutlichen Verkleinerung seiner Abteilung „Mensch und Natur“ gegen die Loyalitätspflicht und gegen das Mäßigungsgebot verstoßen haben soll. Bode erhob dagegen Klage. Im Zuge eines außergerichtlichen Vergleichs, in dem sich Bode zur Verschwiegenheit über dessen Inhalt verpflichtete, wurde er im August 2005 vom Umweltministerium wieder eingesetzt und als „Projektkoordinator für den Schutz der kaspischen Wälder im Iran“ bei vollem Gehalt von seiner dienstlichen Tätigkeit im saarländischen Umweltministerium freigestellt.

## Schriften
- Als Herausgeber: Alfred Möller: Der Dauerwaldgedanke – Sein Sinn und seine Bedeutung, kommentierter Reprint des Originals von 1923 (Oberteuringen 1992)
- zusammen mit Martin von Hohnhorst: Waldwende. Vom Försterwald zum Naturwald, München 1994 (4. Auflage München 2000, ISBN 3-406-45984-6)
- zusammen mit Klaus Nagorni (Ev. Akademie Bad Herrenalb) als Herausgeber: „Land nutzen – Natur schützen. Von der Konfrontation zur Kooperation“:, Karlsruhe, 1995. (Herrenalber Forum;15)(ISBN 3-87210-113-7)
- zusammen mit Christoph Heinrich: „Das NABU Waldkonzept“. Hrsg. vom NABU. Bonn-Beuel:(Eigenverlag), 1996.
- Wilhelm Bode (Hrsg.): Naturnahe Waldwirtschaft. Prozeßschutz oder biologische Nachhaltigkeit?, (Holm 1997, ISBN 3-930720-31-0)
- Wilhelm Bode und Elisabeth Emmert: Jagdwende. Vom Edelhobby zum ökologischen Handwerk. (3., durchges. Aufl.) München, 2000, ISBN 3-406-45993-5
- Wilhelm Bode: Heimatschutz gestern – Naturschutz heute! Natur morgen? – Leitbilder des Naturschutzes in Vergangenheit und Zukunft. In Heimat, die Wiederentdeckung einer Utopie. Saarbrücken: Ministerium für Umwelt, 2004. S. 24–44.
- Wilhelm Bode, Kazem Nosrati, Reza Marvie Mohadjer, und Hans D. Knapp (Hrsg.): Schutz der Biologischen Vielfalt und integriertes Management der Kaspischen Wälder (Nordiran). [bilingual Deutsch/Farsi]. Bonn-Bad Godesberg: Bundesamt für Naturschutz, 2005. 410 S. (Naturschutz und Biologische Vielfalt; 12), ISBN 3-7843-3912-3
- Wilhelm Bode: Forsthistorische und forstpolitische Reflektionen zur Zukunft der Buche als Wirtschaftsbaumart. In: Europäische Buchenwaldinitiative. Hrsg. von Hans D. Knapp und Almut Spangenberg. Bonn-Bad Godesberg, 2007, S. 133–153 (BfN-Skripten; 222)
- Wilhelm Bode: Und alle Jahre wieder: Rettet unsere Buchenwälder! In: Natur und Landschaft, Jg. 82(2007, Nr. 9/10), S. 431–435.
- Wilhelm Bode: Die Bürgerwaldidee – oder: Was geschieht mit unserem Staatswald? In: Arnd Heling (Hrsg.):Der Ostseeraum und seine Wälder – Nachhaltigkeit im Zeichen des Klimawandels. Tagungsband der Ratzeburger Sommeruniversität 2009. München: Oekom, 2010, S. 144–177.
- Wilhelm Bode: Das NRW-Bürgerwaldkonzept. Gutachten im Auftrag des NABU-Bundesverbandes und NABU Nordrhein-Westfalen. Düsseldorf 2010. Hier klicken (PDF; 15,8 MB)
- Wilhelm Bode: Biosphere and Syntropy: What has Forestry to Do with? In: Hangladorum, S. (Hrsg.): Food Security and Food Safety for the Twenty-First Century. Singapore: Springer 2015 S. 277–287
- Wilhelm Bode: Die anerkannten Grundsätze der Deutschen Weidgerechtigkeit gem. §1 Abs. 3 BJagdG – ein trojanisches Pferd der völkischen Rechtserneuerung In: Jahrbuch für Agrarrecht, Band XIII, Baden-Baden: Baden-Baden 2016, S. 33–121.
- Wilhelm Bode: Konsistenz – zur Kritik der forstlichen Nachhaltigkeit In: Naturwissenschaftliche Rundschau, 70. Jahrg. 9/2017. S. 446–453.
- Wilhelm Bode: Hirsche – Ein Porträt. Matthes & Seitz, Berlin 2018, ISBN 978-3-95757-672-9.
- Wilhelm Bode: Systemische Waldwirtschaft – Zum Paradigmenwechsel in der Forstwissenschaft In: Naturschutz und Landschaftsplanung, 51. Jahrg. 5/2019. S. 226–234.
- Wilhelm Bode: Tannen – Ein Porträt (= Naturkunden Band 67 herausgegeben von Judith Schalansky). Matthes & Seitz, Berlin 2020, ISBN 978-3-95757-948-5.
- Wilhelm Bode und Rainer Kant: Dauerwald – Leicht gemacht! Ein Kurzleitfaden für die Praxis. Herausgegeben von B.A.U.M. e. V., Natur+Text, Rangsdorf 2021; ISBN 978-3-942062-54-1.
- Wilhelm Bode (Hrsg.): Alfred Möllers Dauerwaldidee, herausgegeben und kommentiert aus Anlass einer 100jährigen Diskussion um die revolutionäre Dauerwaldidee Alfred Möllers. Matthes&Seitz, Berlin 2021; ISBN 978-3-95757-963-8.
- Wilhelm Bode: Forstrecht ökologisch ausrichten, herausgegeben von der Naturschutzinitiative e. V. Quirnbach 2021; ISBN 978-3-00-068875-1.
- Wilhelm Bode: Hasen – Ein Porträt (Naturkunden Band 89 herausgegeben von Judith Schalansky). Matthes&Seitz, Berlin 2023, ISBN 978-3-7518-0224-6.
- Wilhelm Bode: Waldliebe als Geschäftsmodell – Gelüftet: Das Geheimnis von Wohllebens Baum-Geheimnis. J.D. Sauerländer’s Verlag, Bad Orb 2024, ISBN 978-3-7939-0920-0.
- Wilhelm Bode: Waldendzeit. KJM, Hamburg 2024, ISBN 978-3-96194-247-3.